# Andra vågens feminism

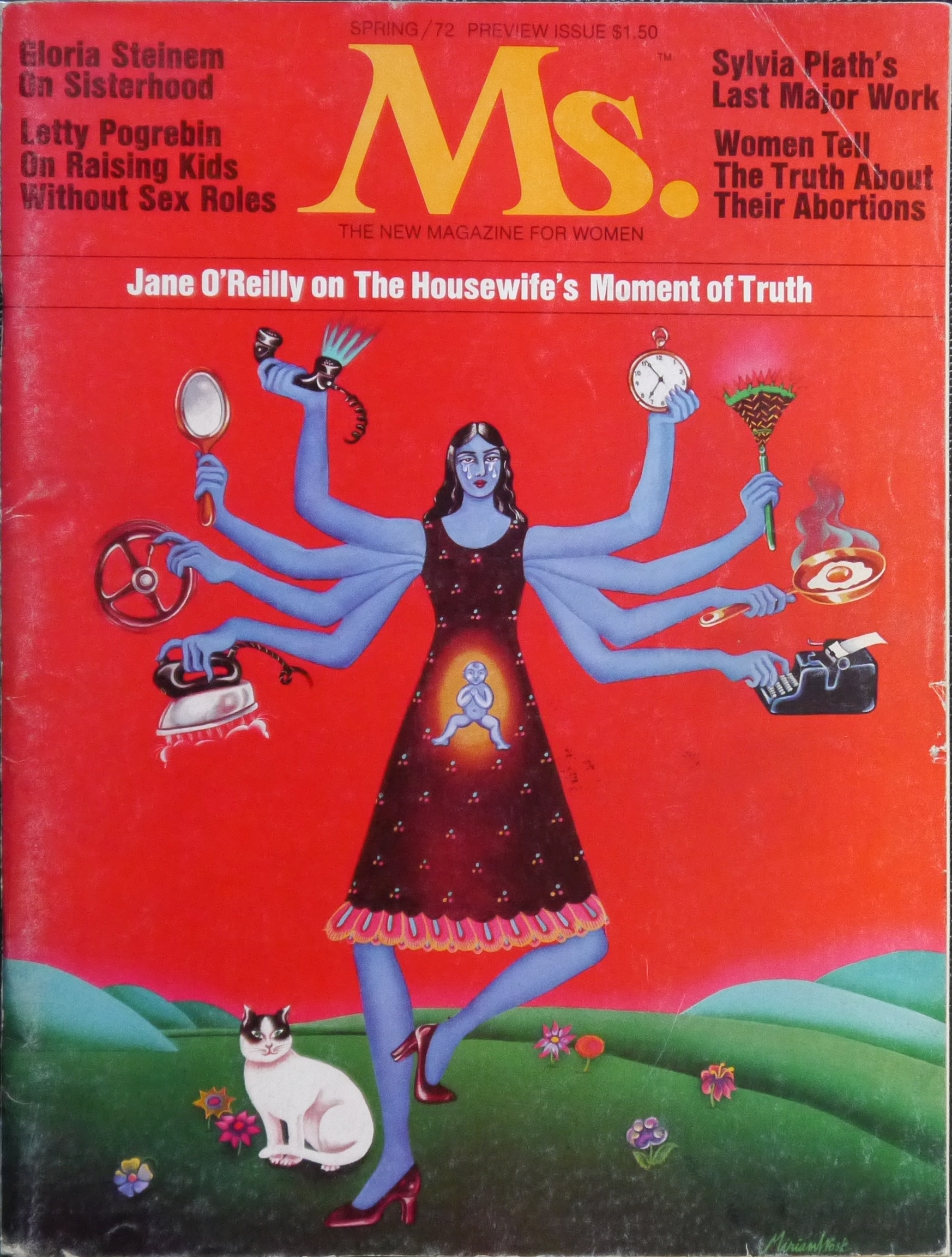
Framsidan på tidningen Ms., vårnumret 1972.

Den andra vågens feminism är namnet på den andra fasen av den organiserade feminismen eller kvinnorörelsen. Den spred sig från USA till den övriga västvärlden och även, om än i mindre grad, till andra delar av världen under 1960 och 1970-talen, och var en del av 1968-rörelsen. Den föregicks av den första vågens feminism och följdes av den tredje vågens feminism.
Termen 'andra vågens feminism' myntades av Martha Lear i The New York Times Magazine i mars 1968, för att avgränsa emot den föregående första vågens feminism, som hade fokuserat på lagliga rättigheter som rösträtt och egendomsrättigheter, från den då pågående kvinnorörelsens verksamhet och mål. Andra vågens feminism handlade huvudsakligen om rättigheter som gällde specifikt kvinnor, så som rätten till fri abort, samt att till fullo genomföra de rättigheter man formellt redan hade fått under den första vågens feminism, men som på grund av informell diskriminering inte alltid tillämpades i verkligheten. 

## Historik
Kvinnorörelsen hade under den första vågens feminism fokuserat på att uppnå laglig jämlikhet inom grundläggande frågor som rösträtt, utbildning, rätten att äga och förfoga över egendom, yrkesmöjligheter och frihet från förmynderskap. Under den andra vågen skiftade fokus dels till lagliga reformer i frågor som gällde specifikt kvinnor, så som fri abort, tillgång till preventivmedel, våldtäkt inom äktenskapet och hustrumisshandel; och dels på den informella könsdiskriminering som hindrade kvinnor att i praktiken utöva de lagliga rättigheter de hade fått under den första vågen, och de normer denna diskriminering bedömdes utgå från. 
Andra vågens kvinnorörelse, eller nya kvinnorörelsen, kallas den aktivitet som inleddes under 1960-talet och som ifrågasatte könsroller, kvinnors rätt till sina kroppar, rätt till fri abort och sin sexualitet. Den var mer vänsterorienterad än tidigare rörelser och hade sitt ursprung i efterkrigstidens ekonomiska och sociala omvälvningar.
Under efterkrigstiden och framförallt under 1960-talet väckte den antikoloniala frihetskampen, den amerikanska människorättskampen och antikrigsprotesterna stort engagemang. Åtskilliga kvinnor engagerade sig och fick erfarenhet av organiserande men märkte också att de blev diskriminerade på grund av sitt kön.  I USA skapades flera gräsrotsgrupper som samlades under "Women´s Liberation Movement", ungefär Kvinnornas frihetsrörelse som inspirerade till liknande grupper internationellt.

### Internationellt
Vid International Alliance of Womens kongress i London 1967 inleddes en global undersökning om kvinnors rättigheter och situation i olika länder världen över genom lokala organisationer i respektive länder. FN tog vid denna tid också ett liknande initiativ.  

## Historik efter land

### Sverige

Den internationella kvinnokampssymbolen finns i många olika versioner, här i en modern. Den som Grupp 8 använde sig av ritades av Anne Lidén.

I Sverige initierades andra vågens kvinnorörelse av åtta kvinnor som kallade sig Grupp 8, som snabbt blev inspiration till ett större nätverk och andra kvinnogrupper. I deras första manifestationer använde de slagord från den amerikanska rörelsen. I samband med lågkonjunkturen i början av 1980-talet ebbade vågen ut, och de organiserade fortsatte i mer divergerade grupper som kvinnojourer och fredsarbete.
- 1961 Eva Mobergs essä "Kvinnans villkorliga frigivning" publiceras.
- 1964 godkänns P-piller i Sverige,
- 1965 kriminaliseras våldtäkt inom äktenskapet i Sverige.
- 1968 Grupp 8 bildas i Stockholm.
- 1970 Kvinnoligan bildas i Lund.
- 1971 införs särbeskattning mellan makar.
- 1973 Arbetets kvinnor bildas genom utbrytning ur Grupp 8.
- 1975 införs rätt till fri abort till och med den 12 havandeskapsveckan,
- 1982 faller kvinnomisshandel på enskild plats under allmänt åtal,
- 1984 bildas Roks, Riksorganisationen för Kvinnojourer i Sverige,
- 1988 införs lag om besöksförbud

### USA

#### Bakgrund
Efter att kvinnorörelsen under den första vågens feminism hade fått igenom sina krav om samma grundläggande rättigheter för kvinnor och män på 1920-talet, hade dess aktivitet sjunkit. Det fanns en övertygelse om jämlikheten skulle komma automatiskt så fort könen hade samma rättigheter på papperet, och att en organiserad kvinnorörelse därför inte längre var lika nödvändig, och att idealet om den Nya kvinnan hade uppnåtts. 
Så småningom växte en medvetenhet om att lika rättigheter på papperet inte innebar förändringar i verkligheten, om samma värderingar om kön fanns kvar och gav upphov till en könsdiskriminering, som hindrade kvinnor från att utnyttja sina rättigheter. 
Andra vågens kvinnorörelse uppkom som en reaktion mot det hemmafruideal som blomstrade i USA efter andra världskriget parallellt med ekonomisk tillväxt, en babyboom och ett romantiserande av äktenskap och familjeideal. Den  traditionella kvinnorollen hade alltid föreskrivit att gifta kvinnor skulle arbeta enbart om deras män inte kunde försörja dem, men den höjda ekonomiska standarden i 1950-talets USA var första gången ett hemmafruideal i praktiken kunde förverkligas i allmänheten utanför överklassen. Den idealiserade hemmafrutillvaron hänvisade kvinnor till ett liv i ute i förorterna tillägnat hushållssysslor och familjens privata frågor, och isolerade dem från det större samhällets frågor, politik, ekonomi och offentlig debatt, ett liv som upplevdes som frustrerande för många kvinnor. 
En reaktion mot hemmafruidealet började grundläggas efter att Simone de Beauvoirs Det andra könet utkom i USA 1953. Ännu ett steg kom då p-pillret blev lagligt 1961, vilket gjorde att färre kvinnor tvingades avbryta utbildning och yrkesliv på grund av en oplanerad graviditet. 

#### Organisering
Det exakta genombrottet för den andra vågens feminism går inte att fastställa. Publiceringen av Betty Friedan The Feminine Mystique (som kritiserade hemmafruidealet) och tillkännagivandet av president John F. Kennedys utredning om jämställdhet, Presidential Commission on the Status of Women, vilka båda kom 1963, accepteras dock ofta som en avgörande startpunkt. Kennedyregeringens utredning (Presidential Commission on the Status of Women) rekommenderade en rad reformer, som till exempel dagis, för att motverka den könsdiskriminering som gjorde det svårt för kvinnor att använda sina formella rättigheter, och göra det möjligt för dem att arbeta även om de hade barn eller var gifta.  Betty Friedan lanserade samtidigt det vinnande konceptet att hemmafruidealet innebar att nationen gick miste om en resurser i form av alla de kvinnor som slutade arbeta och bara ägnade sig åt hushållsarbete i resten av sitt liv så fort de gifte sig, även om de hade begåvning för annat, vilket kunde ses som slöseri med resurser: hon publicerade också en undersökning som visade att hemmafruar var mer frustrerade av sin tillvaro än yrkesarbetande kvinnor. 
Dessa två faktorer samverkade i en våg av intresse för frågan om jämställdhet som gjorde att kvinnogrupper bildades på lokal och nationell nivå, på initiativ av både feminister och myndigheter, och därmed anses andra vågens feminism ha börjat. Samverkan mellan andra vågens feminister och myndigheterna ledde till en rad viktiga genombrott under följande år, som Equal Pay Act of 1963 för lika lön, Title VII i Civil Rights Act of 1964, och Griswold v. Connecticut Supreme Court ruling of 1965. 1966 bildades National Organization for Women (NOW) under ledning av Betty Friedan. Parallellt blev journalisten Gloria Steinem en ledande gestalt i särskilt frågor om sexuell likställighet, sina reportage om sexuella trakasserier och sitt stöd för införandet av fri abort och dagis.
En rad viktiga reformer infördes fråga för fråga under dessa år: bland annat jämlika utbildningsmöjligheter 1972–1974, preventivrådgivning, förbud för avskedande på grund av graviditet, förbud för våldtäkt inom äktenskap och rätten för kvinnor att göra militärtjänst och kvinnors tillträde till alla universitet som tidigare varit reserverade för män. 1975 blev abort lagligt i USA. Jämsides med arbetet att få igenom reformer i fråga efter fråga, arbetade kvinnorörelsen mellan 1971 och 1982 för införandet av Equal Rights Amendment, ett tillägg i konstitutionen om lika rättigheter för kvinnor och män, eftersom ett sådant tillägg skulle kunna användas för att avskaffa en mängd diskriminerande lagar direkt, istället för att ta itu med fråga efter fråga. 
Andra vågens feminism samarbetade också med människorättsrörelsen som arbetade parallellt för jämlikhet mellan svarta och vita i USA. Könsdiskriminering jämfördes med rasdiskriminering och andra former av diskriminering. Studentrevolterna under 1968-rörelsen vid samma tid utgjorde en grund för jämlikhetsrörelser av alla slag, och feministiska grupper startades över hela USA. En ökad medvetenhet uppkom då kurser om kvinnors historia startades vid universiteten. 
National Women's Conference in Houston i Texas 1977 var en höjdpunkt i den andra vågens kvinnorörelse. Detta medförde en gemensam nationell samordning av de många olika frågor som drevs av olika kvinnogrupper vid denna tidpunkt. 

#### Senare utveckling
Även om arbetet med att införa Equal Rights Amendment i konstitutionen misslyckades, på grund av en organisation av den konservativa oppositionen under Phyllis Schlafly, ansåg sig den andra vågens kvinnorörelse omkring år 1980 ha lyckats med många av sina mål. Däremot skedde under 1980-talet – och framför allt i USA – en skärpt konflikt runt synen på pornografi, mellan i första hand "sexpositiva" feminister och radikalfeminister. Denna strid försvagade den feministiska rörelsen under denna tid, och när den tredje vågens feminism framträdde under 1990-talet var detta under mer queera och intersektionella rubriker.